# Danny Aiello
Danny Aiello, właśc. Daniel Louis Aiello Jr. (ur. 20 czerwca 1933 w Nowym Jorku, zm. 12 grudnia 2019 w New Jersey) – amerykański aktor filmowy i telewizyjny, nominowany w 1990 do Oscara za drugoplanową rolę w filmie Spike’a Lee Rób, co należy (1989). Wystąpił w filmach takich jak Ojciec chrzestny II (1974), Figurant (1976), Dawno temu w Ameryce (1984), Purpurowa róża z Kairu (1985), Wpływ księżyca (1987), Noce Harlemu (1989), Hudson Hawk (1991), Ruby (1992), Leon zawodowiec (1994) i Zabójczy numer (2006).

## Życiorys
Urodził się na West 68th Street na nowojorskim Manhattanie, w rodzinie katolickiej jako piąte z sześciorga dzieci Frances (z domu Pietrocova), krawcowej, i Daniela Louisa Aiello Seniora, robotnika. Uczęszczał do James Monroe High School w Bronx.
W wieku 16 lat Aiello skłamał na temat swojego wieku, aby zaciągnąć się do United States Army. Po trzech latach służby wrócił do Nowego Jorku i wykonywał różne prace, aby utrzymać siebie, a potem rodzinę. Aiello był przedstawicielem związkowym pracowników Greyhound Lines i dorabiał jako wykidajło klubu nocnego w legendarnym nowojorskim klubie komediowym The Improv.
Danny Aiello zadebiutował w filmie dopiero jako czterdziestolatek. Był już jednak wówczas doświadczonym aktorem teatralnym, znanym z występów na Broadwayu. Jego pierwszy film to – nakręcony w 1973 roku – Uderzaj powoli w bęben. Od czasu debiutu obsadzany był zazwyczaj w rolach charakterystycznych, m.in. w Ojciec chrzestny II (1974), Forcie Apache (1981) i Dawno temu w Ameryce (1984).
W 1985 pojawił się w obsadzie filmu Purpurowa róża z Kairu Woody’ego Allena. Cztery lata później aktor został nominowany do Oscara za drugoplanową rolę w filmie Spike’a Lee Rób co należy. W filmie poruszającym temat segregacji rasowej w Stanach Zjednoczonych Aiello zagrał postać Sala – właściciela pizzerii. Aktor był jednocześnie autorem większości kwestii wypowiadanych przez siebie w filmie. Wystąpił gościnnie w teledysku Madonny do piosenki „Papa Don't Preach” (1986).
Aiello wcielał się w role z szerokiego spektrum konwencji. W Jednej rundzie, ciepłej opowieści o rodzinnych więzach, zagrał Włocha – ojca głównej bohaterki, w którą wcieliła się Holly Hunter. W tym samym roku partnerował Bruce’owi Willisowi w sensacyjnej komedii Hudson Hawk (1991). Na swoim koncie ma też rolę w filmie Roberta Altmana Prêt-à-porter (1994).

## Życie osobiste
8 stycznia 1955 ożenił się z Sandy Cohen, z którą miał czworo dzieci.
Zmarł 12 grudnia 2019 w wieku 86 lat w nocy w szpitalu w New Jersey, gdzie leczono go w związku z zakażeniem związanym z wykonanym wcześniej zastrzykiem. Aiello zmarł wkrótce po tym, jak rodzina złożyła mu wizytę.

## Filmografia

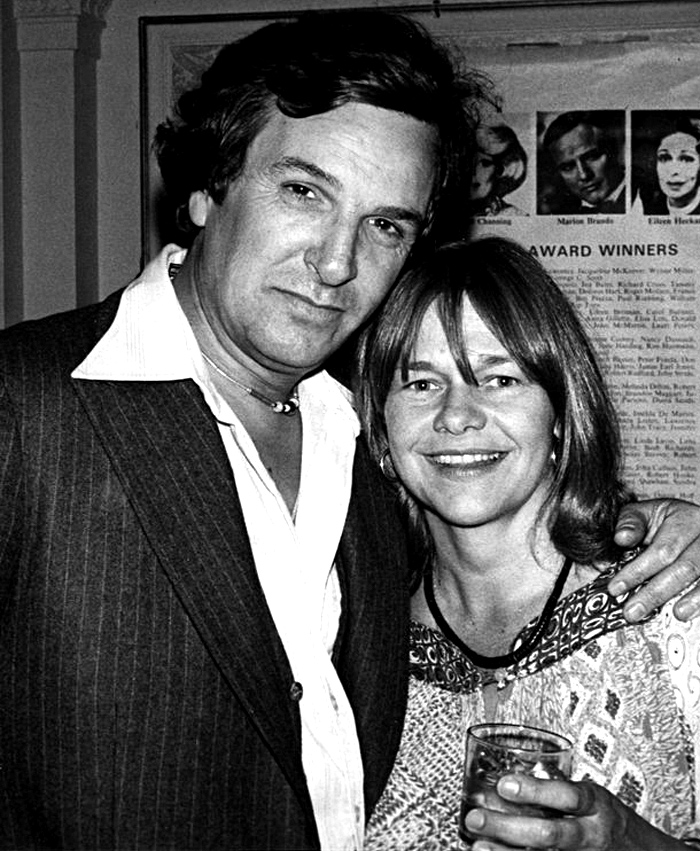
Danny Aiello i Estelle Parsons (1977)

- Uderzaj powoli w bęben (1973) jako Horse
- Ojciec chrzestny II (1974) jako Tony Rosato
- Figurant (1976) jako Danny LaGattuta
- Palce (1978) jako Butch
- Bracia krwi (1978) jako Artie
- Fort Apache, Bronx (1981) jako Morgan
- Danny Rose z Broadwayu (1984)
- Dawno temu w Ameryce (1984) jako Vincent Aiello, szef policji
- Purpurowa róża z Kairu (1985) jako Monk
- Protektor (1985) jako Danny Garoni
- Substancja (1985) jako Vickers
- Podrywacz artysta (1987) jako Phil Harper
- Człowiek w ogniu (1987) jako Conti
- Złote czasy radia (1987) jako Rocco
- Wpływ księżyca (1987) jako Johnny Cammareri
- Rób, co należy (1989) jako Sal
- Noce Harlemu (1989) jako Phil Cantone
- Styczniowy człowiek (1989) jako Vincent Alcoa
- Drabina Jakubowa (1990) jako Louis
- Jedna runda (1991) jako Joe Bella
- Hudson Hawk (1991) jako Tommy Five-Tone
- Dwudziesta dziewiąta ulica (1991) jako Frank Pesce Sr.
- Ruby (1992) jako Jack Ruby
- Obsesja (1992) jako Carmine Rasso
- Stowarzyszenie wdów (1993) jako Ben Katz
- Ogóras (1993) jako Harry Stone
- Prêt-à-Porter (1994) jako mjr. Hamilton
- Leon zawodowiec (1994) jako Tony
- Zbyt wiele (1995) jako Gene
- Mojave Moon (1996) jako Al McCord
- Dwa dni z życia doliny (1996) jako Dosmo Pizzo
- Ludzie miasta (1996) jako Frank Anselmo
- Ostatni don (1997) jako don Domenico Clericuzio
- 18 odcieni szarości (1999) jako Vincent Dianni
- Książę z Central Parku (2000) jako Noah Cairn
- Danie dnia (2000) jako Louis Cropa
- Ostatnia wola (2006) jako Pop
- Zabójczy numer (2006) jako Roth